# آرتور کرابتری
آرتور کرابتری (انگلیسی: Arthur Crabtree؛ ۲۹ اکتبر ۱۹۰۰ – ۱۵ مارس ۱۹۷۵) فیلم‌بردار اهل بریتانیا بود. وی فیلمبردار فیلم‌هایی همچون گاه‌شماری، تعطیلات رسمی، آزمون عشق و جنجال در کشتی بوده‌است.